# Catherine Asaro

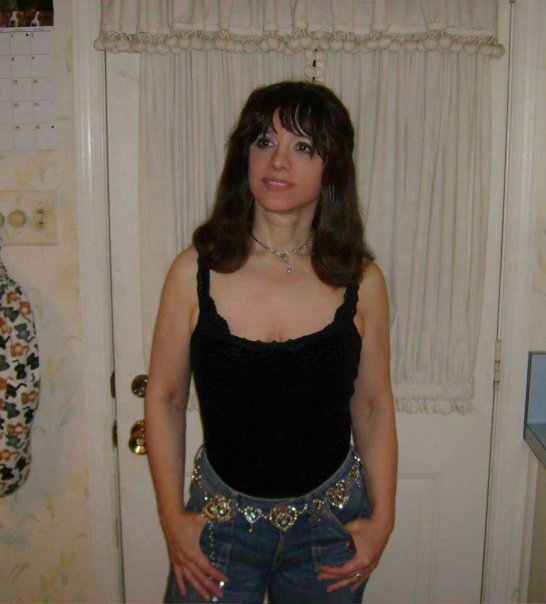
Catherine Asaro

Catherine Asaro (Oakland (Californië), 6 november 1955) is een Amerikaans sciencefictionschrijfster. Ze is bekend door haar romans over de Ruby Dynasty, gesitueerd in de Skolian Empire.
Asaro is gepromoveerd in de fysische chemie aan de Harvard-universiteit. Ze stichtte een balletorganisatie toen ze op Harvard zat en geeft nog steeds balletles in Maryland. Ook heeft ze zelf als ballerina opgetreden. Tot 1990 was ze hoogleraar in de natuurkunde. In 1990 startte ze het SF-tijdschrift Molecudyne Research. Met The Quantum Rose won Asaro de Nebula Award in 2001.
Ze is getrouwd met een astrofysicus die bij NASA werkt. Ze hebben een dochter die balletdanseres en wiskundige is.